# Черняновский сельсовет
Черняновский сельсовет — сельское поселение в Тамбовском районе Тамбовской области Российской Федерации.
Административный центр — село Черняное.

## История
Статус и границы сельского поселения установлены Законом Тамбовской области от 17 сентября 2004 года № 232-З «Об установлении границ и определении места нахождения представительных органов муниципальных образований в Тамбовской области».

## Население
| 2010  | 2012  | 2013  | 2014  | 2015  | 2016  | 2017  |
| ----- | ----- | ----- | ----- | ----- | ----- | ----- |
| 2170  | ↘2154 | ↘2107 | ↘2070 | ↘2051 | ↘2002 | ↘1968 |
| 2018  | 2019  | 2020  | 2021  |       |       |       |
| ↗1986 | ↘1927 | ↘1891 | ↗2232 |       |       |       |

## Состав сельского поселения
| № | Населённый пункт | Тип населённого пункта       | Население |
| - | ---------------- | ---------------------------- | --------- |
| 1 | Верхняя Мазовка  | деревня                      | 51        |
| 2 | Доброволец       | посёлок                      | 36        |
| 3 | Дружба           | посёлок                      | ↘128      |
| 4 | Передовик        | посёлок                      | 19        |
| 5 | Тихий Угол       | посёлок                      | 89        |
| 6 | Черняное         | село, административный центр | ↗1847     |